# Сантьяго-Хадсон, Рубен
Рубен Сантьяго-Хадсон (англ. Ruben Santiago-Hudson; 24 ноября 1956, Лакаванна, штат Нью-Йорк, США) — американский актёр, драматург и режиссёр, который выиграл национальные награды за свои работы во всех трёх областях.

## Биография
Сантьяго-Хадсон родился в Лакаванна, Нью-Йорк, сын Алеан Хадсон и Рубен Сантьяго. Его отец был пуэрториканцем, а мать — афроамериканкой. Учился в средней школе Лакаванны. Степень бакалавра получил в Бингемтонском университете, магистра — в Университете Уэйна. Имеет почётную степень Doctor of Humane Letters от Государственного колледжа Буффало.

## Карьера
Написал «Лакаванский блюз», автобиографическую пьесу, в которой он изобразил себя и около двадцати разных персонажей из прошлого. Эта пьеса была поставлена в Нью-Йорке. Работа автора получила высокие оценки, а сам он в 2005 году был удостоен наград «HBO фильм» и «Эмми».

## Награды
- 1996, Tony Award for performance in Seven Guitars.
- 2006, Humanitas Award for writing, for HBO film adaptation of his play Lackawanna Blues.
- 2009, NAACP Lifetime Achievement Theatre Award at the Los Angeles NAACP Theatre Awards

## Личная жизнь
У Рубена Сантьяго-Хадсона четыре ребёнка: Бродерик и Рубен III от предыдущих браков, Трей и Лили от его брака с Джинни Бриттан.